# Carabodes floridus
Carabodes floridus är en kvalsterart som beskrevs av Berlese 1913. Carabodes floridus ingår i släktet Carabodes och familjen Carabodidae. Inga underarter finns listade.